# Шарл Морис дьо Талейран
Шарл Морис дьо Талейран (на френски: Charles-Maurice de Talleyrand-Périgord) e френски политик и дипломат, роден и починал в Париж.

## Биография
Роден е в много богато аристократично семейство. След като учи теология става агент-генерал на духовенството през 1780 г. и представлява католическата църква пред френския крал. Става министър на външните работи по време на няколко режима: Директорията (1797 – 1799), Консулството и империята на Наполеон I (1799 – 1807), по време на царуването на Луи XVIII, Шарл X и Луи-Филип. Правителствата на които служи, често се отнасят с недоверие към Талейран, но го смятат за изключително полезен. Името „Талейран“ се превръща в епитет за хитра и цинична дипломация.
Той оглавява дипломацията на Наполен I по време на френската военна доминация в Европа. Въпреки това, през повечето време Тайлеран работи за постигането на мир, за да консолидира френските завоевания. Той успява да постигне мир с Австрия чрез Люневилското споразумение от 1801 г., както и с Великобритания чрез сключения през 1802 г. Амиенски договор. Талейран не успява да предотврати подновяването на войната през 1803 г., но през 1805 г. се противопоставя на решенията за подновяване на воините с Австрия, Прусия и Русия. Той се оттегля от поста външен министър през 1807 г., но запазва доверието към него от Наполеон и взима участие в заговор за възпрепятстване на плановете му чрез тайни споразумения с Александър I и австрийския външен министър Клеменс фон Метерних. Талейран цели постигането на мир, за да запази ефектите, постигнати по време на френската революция.
Начело на делегацията на Франция на Виенския конгрес през 1814 – 1815 г., успява да укрепи позицията на Франция в Европа, става посланик в Лондон (1830 – 1834) и способства за сформирането на съюза между двете страни. Една от заслугите му (заедно с лорд Палмерстън) е осигуряването на мирно решение на въпроса за независимостта на Белгия.
Името му става синоним на ловкост, хитрост, интелект и безпринципност. Обожаван от някои, мразен от други, той е една от най-известните и влиятелни политически фигури в историята на Франция.